# Aniserica
Aniserica es un género de plantas con flores perteneciente a la familia Ericaceae. Son nativos de Australia.  Comprende 2 especies descritas y pendientes de ser aceptadas.

## Taxonomía
El género  fue descrito por Robert Brown y publicado en Flora Capensis 4(1): 4. 1905.

## Especies aceptadas
A continuación se brinda un listado de las especies del género Aniserica aceptadas hasta septiembre de 2014, ordenadas alfabéticamente. Para cada una se indica el nombre binomial seguido del autor, abreviado según las convenciones y usos.
- Aniserica gracilis (Bartl.) N.E.Br.
- Aniserica macrocalyx Salter